# 안드레아 엘리자베스 루돌프
안드레아 엘리자베스 루돌프(Andrea Elisabeth Rudolph, 1976년 7월 1일 ~ )는 덴마크의 텔레비전 진행자이다.
안드레아 엘리자베스 루돌프는 전 프로 핸드볼 선수 클라우스 몰러 야콥센과 8년 동안 결혼 생활을 했지만 2024년 6월 4일 부부는 이혼 소식을 확인했습니다

1. ↑  “Andrea Elisabeth Rudolph og Claus Møller Jakobsen skal skilles” (덴마크어). 2024년 6월 4일에 확인함.